# LAPD (Telemática)
El protocolo LAPD (Link Access Protocol for D-channel) es un protocolo de control de enlace de datos para los canales tipo D que son usados para transportar información de control y señalización y que nunca se separan de los canales B que transportan datos de usuario. LAPD es HDLC trabajando en un modo determinado, más concretamente asíncrono balanceado. LAPD pertenece a la tecnología ISDN, es el protocolo ITU Q.921.
Este protocolo multiplexa varias conexiones en un solo canal real entre usuarios y se diferencia del LAPB (LAP balanceado) por su secuencia de segmentación/ensamblaje de tramas.
LAPD funciona a nivel de enlace (capa 2 del modelo OSI definida por UIT-T, anteriormente CCITT), y presta, básicamente, a la capa de red (capa 3) servicios para el transporte de paquetes de usuario. Este servicio tiene dos formas, y usar una u otra ofrece unas ventajas y desventajas.
La transferencia en tramas por su parte se puede realizar con dos tipos de operaciones que se relacionan íntimamente con los servicios de LAPD:
- información no confirmada
- información confirmada

## Información no confirmada
Se transmite la información de capa 3 (de red) en tramas no numeradas. En estas operaciones no existe un control de errores como tal, solo hay detección, que permite descartar un frame (trama) en caso de que esté dañado.
Desventajas:
- No hay garantía que el emisor reciba el frame.
- El emisor no puede detectar posibles fallos durante el envío de paquetes.
- No tiene ningún mecanismo de control de errores ni control de flujo.

Ventajas:
- Soporte de transmisión punto a punto y broadcast.
- Transferencia rápida de la información.
- Útil para procedimientos de administración.

## Información confirmada
Para que se pueda operar de esta manera debe establecerse una conexión lógica entre dos usuarios, esta se realiza en tres fases:
1. establecimiento de la conexión,
2. transferencia de datos y
3. terminación de la conexión.

La información de capa 3 (de red) se transmite en tramas numeradas y se espera recibir un ACK (acuse de recibo).
Ventajas:
- Garantía de entrega en orden de transmisión.
- 2. Control de flujo y de errores.

## Las tramas según el protocolo LAPD
La estructura de la trama:
Como se muestra en la figura las tramas del protocolo LAPD son conformes a HDLC.			
Explicación de los campos de la trama:
Flag (8): delimita al frame (trama) en ambos extremos. Un flag marca tanto el final de un frame como el inicio de otro. Esto permite al receptor sincronizar los timers de ambos, en LAPD no existen restricciones para los patrones de bits de la información, usando codificación HDB4. Cuando un receptor detecta el flag de inicio escucha las cadenas de bits, si lee cinco unos y si el siguiente es cero lo quita y sigue, si es un uno mira el siguiente y si es cero entonces es un flag y si no indica que se ha emitido una condición de aborto.
111110.....=> Borra el último cero y continúa.
1111110...=> Es un flag.
1111111...=> Aborto.
Dirección (16): se utilizan dos octetos, esto es, se utiliza el procedimiento de dirección extendida de HDLC. En LAPD se pueden dar dos niveles de multiplexación, el primero se basa en compartir la interfaz física por múltiples dispositivos, el segundo se basa en los distintos tipos de tráfico del canal B (datos) y del canal D (control). El campo se separa en dos niveles de multiplexación para adaptarse:
1. TEI: Cada dispositivo de usuario se le asigna un TEI único, aunque podrá tener más de uno. La asignación puede ser automática o manual. TEI = 127 se usa para difundir una trama en modo broadcast (multidifusión).
2. SAPI: En un dispositivo de usuario existen los llamados Puntos de Acceso al Servicio (SAP), que es donde el nivel de capa 3 accede a los servicios que le provee el nivel de capa 2 (nivel de enlace). Cada terminal puede tener más de un SAP, identificado por su SAPI (Identificador de Punto de Acceso al Servicio), uno por cada servicio en ejecución en concreto.
Algunos SAPI interesantes y sus usos:
- 0: Procedimientos de control de llamadas (señalización).

- 16: Comunicación de modo de paquetes conforme al protocolo X25 de capa 3.

- 63: Intercambio de información de administración de capa 2.

- 32-61: Conexiones Frame-Relay.

3. TEI+SAPI = identificador de conexión lógica. (DLCI). El campo dirección incluye un bit C/R (Command Response), para identificar el tipo de mensaje que se transfiere, estos pueden ser de dos tipos: comandos o respuestas.
Formato del campo de dirección:
Control: Hay varios tipos de tramas en el protocolo LAPD:
Tramas de transferencia de información: Se encargan de encapsular la información que será transmitida por las capas superiores, del mismo modo encapsula los datos necesarios para el funcionamiento de mecanismos de control y error basados en Go-Back-end ARQ.
Tramas de supervisión: Se encarga de dar soporte al mecanismo ARQ.
Tramas no numerados: Se encargan de dar funciones de control de enlace y soportan operaciones no confirmadas. Para realizar la identificación del frame (trama) se emplean los dos primeros bits del campo de control. Todos los campos de control contienen además un bit P/F, el cual puede indicar una petición de respuesta al comando, y en otros casos indica que se lleva encapsulado el resultado de un comando.
Información: Solo aparece en tramas de Información y su tamaño es variable.
Campo de secuencia de chequeo de frame (FCS): Se trata de un código de detección de error, basado en CRC-CCITT.

## Operación confirmada (con acuse de recibo)
Se trata del intercambio de los diferentes tramas entre un suscriptor ISDN y la red empleando para ello el canal D.
Fases:
1. Establecimiento de la conexión.
2. Transferencia de datos.
3. Desconexión.
4. Frame de rechazo de frame.
1. Establecimiento de conexión.
Conexión establecida con éxito o Conexión fallida
2. Transferencia de Datos:
Después de establecer la conexión ambos terminales deben enviarse tramas de información. La secuencia debe comenzar con un 0 que se localiza en el campo N(S), que está ubicado en el control. El N(R) nos indica cual es la próxima trama que recibiremos.
Las tramas de supervisión se usan para el control de flujo y de errores. Cuando se usan para el control de flujo se usa el protocolo de ventana deslizante y en el control de errores se emplea Go-Back-N ARQ.
La trama RR es usada para la confirmación de la recepción de la última trama de información. El RNR lo empleamos para suspender la transmisión de tramas. Cuando el terminal esté listo para el intercambio de nueva información enviará una trama tipo RR (se emplea en el receptor para administrar la carga).
3. Desconexión.
4. Frame de rechazo de frame:
Se emplea para indicar que se ha recibido un frame inapropiado. El receptor intentara restablecer la conexión, ya que FRMR aborta la conexión.

## Operación no confirmada (sin acuse de recibo)
No existe el control de flujo ni de errores, se detectan errores y se descartan las tramas inapropiadas.
Funciones de administración:
Administración de TEI: Existe un mecanismo de asignación automática de TEI, este mecanismo es activado en dos ocasiones
1. Si algún equipo es conectado a una interfaz de red y el usuario prueba una transferencia de datos sin ACK.
2. Si el usuario inicia el procedimiento de asignación.
Existen procedimientos para comprobar el valor de un TEI, y para eliminar el TEI asignado usando solo tramas de información de usuario.
Negociación de parámetros: LAPD involucra ciertos parámetros y todos tienen un valor por defecto pero pueden negociarse otros valores en una conexión lógica. Para ello se emplean tramas XID con los valores deseados, el otro terminal responderá con otro XID con los valores que soporta. El valor estará en el rango entre el número por defecto y la requerida.

## Multiplexación
El objetivo de la multiplexación es la de combinar el tráfico de terminales múltiples dentro de un simple canal B de 64 kbps (cada uno tendrá una tasa de datos menor a 64 kbps). Las distintas alternativas de multiplexación, están consideradas en el protocolo I.460.

## LAPD y frame relay
Frame Relay apareció en 1988 al darse cuenta los desarrolladores de redes RDSI, para las cuales se había diseñado el protocolo LAPD con el fin de proporcionar señalización para el canal D, de que este se podía utilizar para muchas más cosas. Así surgió la recomendación I.122 así como algunos estándares, que compartían también con RDSI. Actualmente es una organización sin ánimo de lucro compuesta por unas 300 empresas.